# Septoria bataticola
Septoria bataticola è una specie di fungo ascomicete parassita delle piante di patata dolce, causandone la septoriosi.